# Henri Caroine
Henri Caroine (ur. 7 września 1981 na Tahiti) – tahitański piłkarz grający na pozycji pomocnika w tamtejszym AS Dragon.
Od 2011 roku gra w tahitańskim AS Dragon. Razem z tą drużyną został mistrzem Tahiti w 2012 roku.
W reprezentacji Tahiti zadebiutował w 2012 roku. Jak na razie w tej reprezentacji rozegrał 4 mecze.